# Jan Gorzelańczyk
Jan Gorzelańczyk (ur. 13 stycznia 1926 w Lwówku Wielkopolskim, zm. 17 sierpnia 2013) – polski dyplomata i funkcjonariusz organów bezpieczeństwa, ambasador PRL w Malezji (1985–1990).

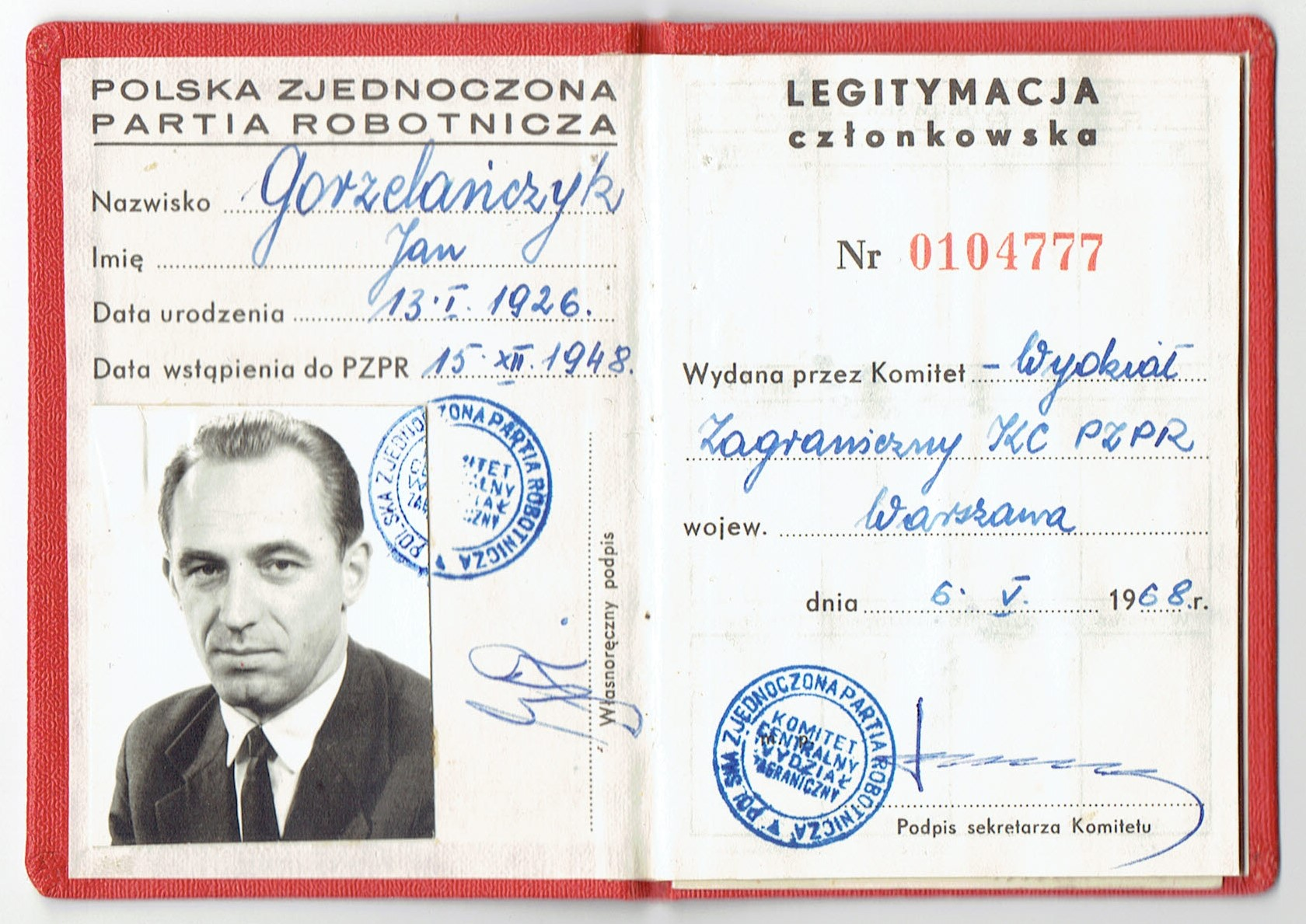
Legitymacja PZPR, Wystawiona w 1967 roku.

## Życiorys
Syn Marianny i Franciszka. Absolwent Wydziału Socjologii Uniwersytetu Poznańskiego (1950) oraz Szkoły Głównej Służby Zagranicznej (1961). W latach 1950–1965 pracownik administracji państwowej, między innymi w Wydziale Zagranicznym Głównego Komitetu Kultury Fizycznej oraz w Komitecie Współpracy Gospodarczej z Zagranicą. Od 1966 pracownik Ministerstwa Spraw Zagranicznych PRL. Był między innymi konsulem w Konsulacie Generalnym PRL w Sydney (1966–1970), I sekretarzem Ambasady PRL w Szwecji, konsulem generalnym PRL w Sztokholmie (1970–1976), dyrektorem Departamentu Łączności w MSZ (1979–1985). W latach 1985–1990 ambasador PRL w Malezji.
Równolegle z oficjalną służbą w MSZ był funkcjonariuszem organów bezpieczeństwa: Ministerstwa Bezpieczeństwa Publicznego (1945–1956), a następnie Ministerstwa Spraw Wewnętrznych PRL. Przez 32 lata był funkcjonariuszem Departamentu I MSW (wywiadu cywilnego). Podczas wypełniania oficjalnych funkcji dyplomatycznych na placówkach zagranicznych był jednocześnie rezydentem wywiadu. W 1951 ukończył sześciomiesięczny kurs aktywu kierowniczego MBP, a w latach 1957–1958 dwuletnią Szkołę Departamentu I MSW. W latach 1976–1979 był zastępcą komendanta Ośrodka Kształcenia Kadr Wywiadu MSW oraz kierownikiem cyklu nauk operacyjnych w tym ośrodku.
Członek Polskiej Partii Robotniczej (1945–1948) i PZPR (od 1948).

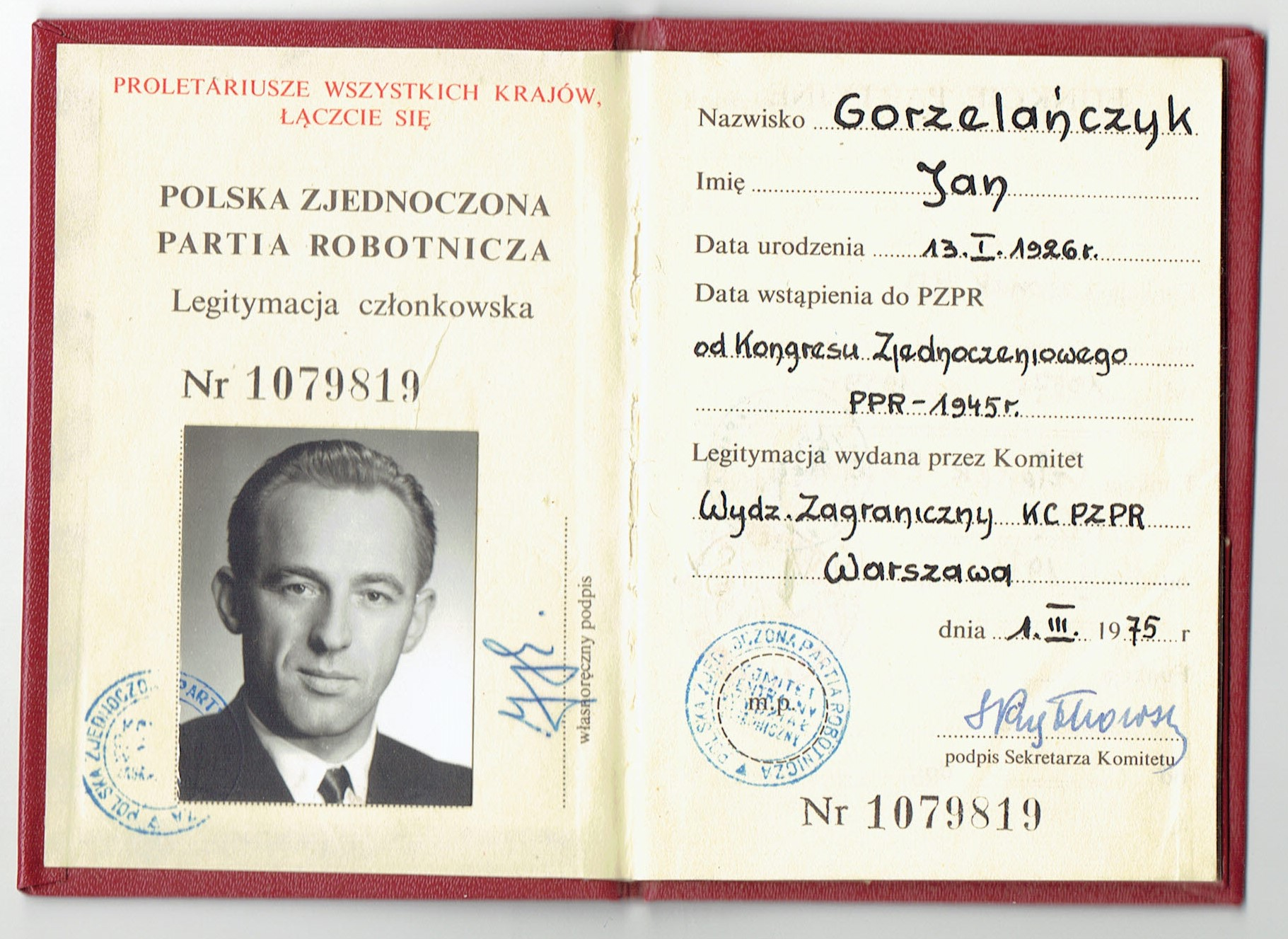
Legitymacja PZPR, Wystawiona w 1975 roku.

## Odznaczenia
- Krzyż Komandorski Orderu Odrodzenia Polski
- Krzyż Oficerski Orderu Odrodzenia Polski
- Krzyż Kawalerski Orderu Odrodzenia Polski
- Złoty Krzyż Zasługi
- Srebrny Krzyż Zasługi
- Brązowy Krzyż Zasługi
- Medal 10-lecia Polski Ludowej
- Medal 30-lecia Polski Ludowej
- Medal 40-lecia Polski Ludowej
- Medal Zwycięstwa i Wolności 1945
- Złoty Medal „Za zasługi dla obronności kraju”
- Odznaka „Zasłużony Działacz Kultury”
- Złota Odznaka „Zasłużony Działacz Kultury Fizycznej”
- Odznaka honorowa „Zasłużony Pracownik Państwowy”
- Odznaka "Zasłużony Pracownik Służby Dyplomatyczno - Konsularnej"
- Złoty Medal „Opiekun Miejsc Pamięci Narodowej”